# ボック・グロビュール

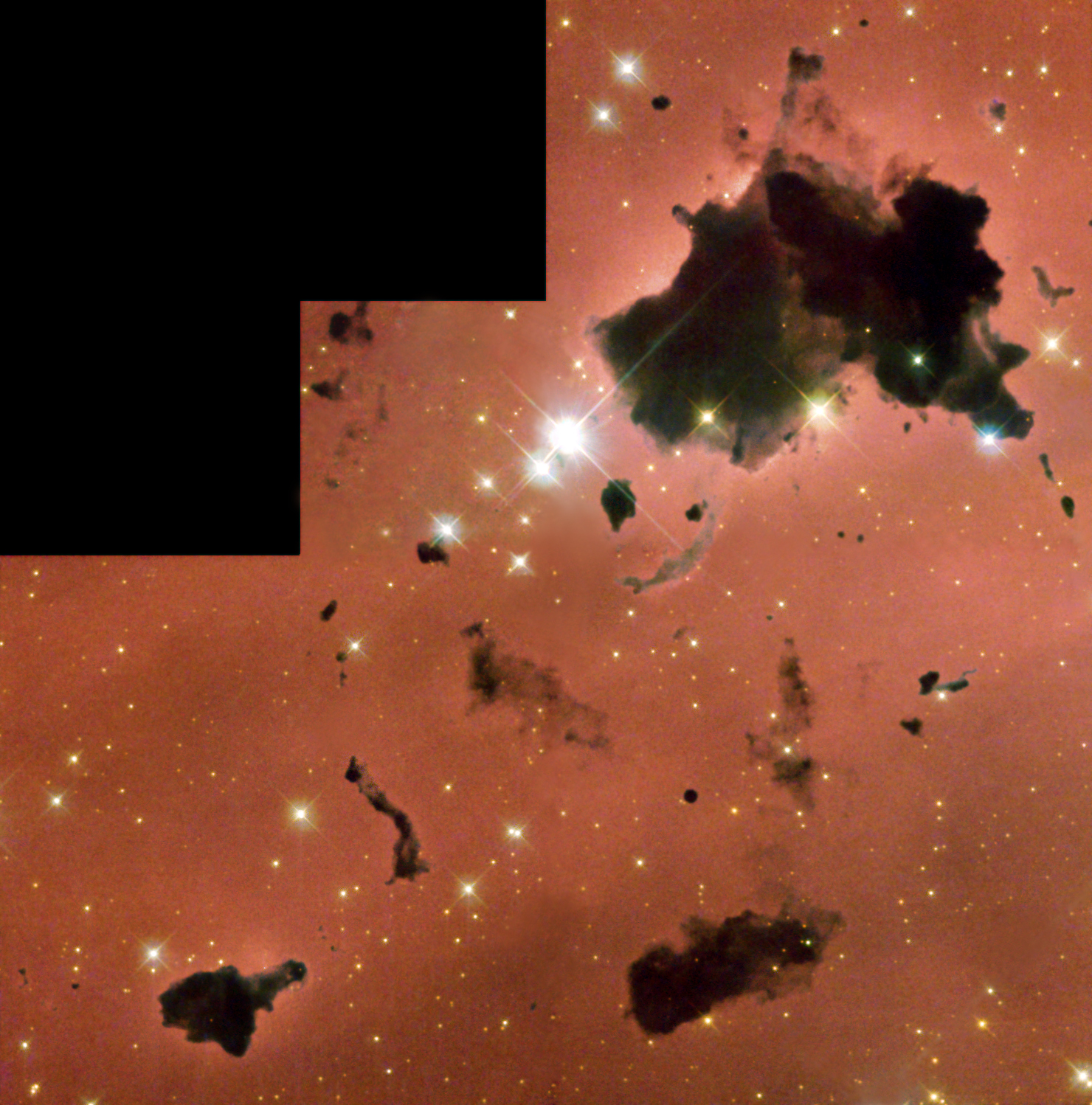
ハッブル宇宙望遠鏡のWFPC2で撮られた、IC 2944のHII領域に見られるボック・グロビュール

ボック・グロビュール (Bok globule、ボーク・グロビュール) は、しばしば星形成が起きるような、ガスや塵が高濃度に密集した宇宙の領域である。HII領域の中に見られ、直径1光年程度の中に太陽質量の2-50倍の質量を持つ。分子状の水素、一酸化炭素、ヘリウムや1%程度のケイ素の塵が含まれる。一般に、ボック・グロビュールからは2つ以上の恒星系が作られる。
ボック・グロビュールは、1940年代にバルト・ボークによって初めて観測された。1947年に出版された論文で、ボークとE.F. Reillyは、これらの雲は、重力崩壊を経て恒星や星団ができるまでの昆虫の繭のようなものだという仮説を立てた。濃い雲が可視光を遮ってしまうため内部の観測が難しく、この仮説の証明は困難だった。
1990年に発表された近赤外線を使った観測で、ボック・グロビュールの中で恒星が生まれていることが確かめられた。さらにその後の観測で、いくつかのボック・グロビュールの中には熱源があることが明らかになった。また、ハービッグ・ハロー天体や、分子ガスを噴出しているものも見つかった。ミリ波の輝線スペクトルの観測により、原始星の方へ周囲から物質が落ち込んでいる証拠も掴むことができた。
ボック・グロビュールは現在でも盛んに研究が行われている。8ケルビン程度と、宇宙で最も冷たい天体の1つとして知られ、構造や密度については謎に包まれている。